# Роберт Жбогар
Роберт Жбогар (6 березня 1989) — словенський плавець.
Учасник Олімпійських Ігор 2012, 2016 років.